# Lehlohonolo Seema
Lehlohonolo Simon Seema (Maseru, 9 giugno 1980) è un allenatore di calcio ed ex calciatore lesothiano, di ruolo difensore,  tecnico del Siwelele.

## Caratteristiche tecniche
Era un difensore centrale.

## Carriera

### Giocatore

#### Club
Gioca dal 1994 al 1997 al Matlama. Nel 1998, dopo aver militato al Bantu, si trasferisce al Bloemfontein Celtic. Dopo 8 stagioni, nel 2006 si trasferisce all'Orlando Pirates, in cui milita fino al 2010. Nel 2010 si trasferisce al Mpumalanga Black Aces, prima di ritirarsi dall'attività agonistica.

#### Nazionale
Ha giocato dal 1998 al 2008 con la nazionale lesothiana, collezionando 23 presenze e 2 reti.

### Allenatore
Il 15 agosto 2024 viene confermato come allenatore dello Sekhukhune United.